# Ilex andicola
Ilex andicola är en järneksväxtart som beskrevs av Ludwig Eduard Loesener. Ilex andicola ingår i släktet järnekar, och familjen järneksväxter. Inga underarter finns listade i Catalogue of Life.